# Yagyū Ichizoku no Inbō
Shogun's Samurai (柳生一族の陰謀 Yagyū Ichizoku no Inbō) là một bộ phim lịch sử võ thuật Nhật Bản kỳ năm 1978 của đạo diễn Kinji Fukasaku. Bộ phim nhận được 5 giải thưởng của Viện Hàn lâm Nhật Bản đề cử cho diễn viên xuất sắc nhất (Kinnosuke Yorozuya), chỉ đạo nghệ thuật xuất sắc nhất (Norimichi Ikawa), phim hay nhất, kịch bản hay nhất (Kinji Fukasaku, Tatsuo Nogami, Hiro Matsuda) và nam diễn viên phụ xuất sắc nhất (Shinichi Chiba).

## Diễn viên chính
- Kinnosuke Yorozuya trong vai Tajima-no-kami Munenori Yagyū
- Shinichi Chiba trong vai Jūbei Mitsuyoshi Yagyū
- Hiroki Matsukata trong vai Iemitsu Tokugawa
- Teruhiko Saigō trong vai Tadanaga Tokugawa
- Reiko Ohara trong vai Izumo no Okuni
- Yoshio Harada trong vai Sanzaburō Nagoya
- Etsuko Shihomi trong vai Akane Yagyū
- Kentaro Kudo trong vai Matajūrō Munefuyu Yagyū
- Jirō Yabuki trong vai Samon Tomonori Yagyū
- Hideo Murota trong vai Sagenta Negoro
- Hiroyuki Sanada trong vai Hayate
- Mayumi Asano trong vai Man
- Ichirō Nakatani trong vai Gyōbu Amano
- Tetsuro Tamba trong vai Genshinsai Ogasawara
- Etsushi Takahashi trong vai Izu-no-kami Nobutsuna Matsudaira
- Isao Natsuyagi trong vai Shōzaemon Bekki
- Mikio Narita trong vai Shōshō Ayamaro Karasuma
- Sanae Nakahara trong vai Lady Kasuga
- Nobuo Kaneko trong vai Kanpaku Michifusa Kujō
- Shinsuke Ashida trong vai Oi-no-kami Toshikatsu Doi
- Isuzu Yamada trong vai Sūgenin Oeyo
- Toshirō Mifune trong vai Yoshinao Tokugawa